# Alsótótfalu
Alsótótfalu (románul: Sârbi) falu Bihar megyében, a Partiumban, Romániában, Alsótótfalu község központja.

## Történelem
Alsótótfalu Árpád-kori település. Nevét 1291-1294 között említette először oklevél Alumas Szalárdalmás neveken.
Nevét 1625-ben Tootfalu, 1888-ban Nagy-Tótfalu néven írták.
1332-34 között a pápai tizedjegyzékben is szerepel, tehát ekkor már egyháza is volt.
A település lakossága az Árpád-korban magyar volt, de a török időkben a magyar lakosság mellé románok és törökök elől menekülő délszlávok települtek.
A 15. században a Szécsy, Szokoly és a Sztári családok voltak Tótfalu birtokosai, később pedig a gróf Csákyaké lett.
A 20. század elején Róheim Náthánt írták a falu birtokosának. Ekkor Bihar vármegye Szalárdi járásához tartozott.
Az 1910-es népszámláláskor 979 lakosa volt, ebből 121 magyar, 852 román volt, melyből 53 református, 832 görögkeleti ortodox, 41 izraelita volt.

## Népesség
A lakosság etnikai összetétele a 2002-es népszámlálási adatok alapján:
- Románok:  2812 (93,17%)
- Magyarok:  93 (3,08%)
- Szlovákok:  87 (2,88%)
- Romák:  26 (0,86%)

A lakosság 54,8%-a ortodox (1654 lakos), 31,17%-a pünkösdista (941 lakos), 6,89%-a római katolikus (208 lakos), 4,47%-a baptista (135 lakos), 1,63%-a görögkatolikus (49 lakos), 0,79%-a pedig református (24 lakos) vallású.

## Látnivalók
- Görög keleti temploma 1862-ben épült.
- A község termálfürdője
- Mesterséges tó és annak környéke